# Mark Margolis
Pour les articles homonymes, voir Margolis.
Mark Margolis, né le 26 novembre 1939 à Philadelphie (Pennsylvanie) et mort le 3 août 2023 à New York (État de New York), est un acteur américain.
Il est notamment connu pour avoir joué Alberto « The Shadow » dans Scarface (1983), Antonio Nappa dans la série Oz (1998-2003) et Don Héctor Salamanca dans les séries Breaking Bad (2009-2011) et Better Call Saul (2016-2022).
Entre 1998 et 2014, il apparait à six reprises devant la caméra de Darren Aronofsky, qui le fait tourner dans Pi (1998), Requiem for a Dream (2000), The Fountain (2006), The Wrestler (2008), Black Swan (2010) et Noé (2014).

## Biographie

### Jeunesse
Issu d'une famille juive, Mark Margolis est né le 26 novembre 1939 à Philadelphie en Pennsylvanie aux États-Unis.
Après avoir passé un an à l'Université Temple, il déménage à New York et étudie à l'Actors Studio sous l'aile de Stella Adler. Pendant presque trois ans, il devient son assistant en échange de cours. À son sujet, Mark Margolis déclare en 2020 : « Ma première impression d'elle était : si Dieu est une femme, c'est lui [...]. Elle était plus grande que la vie. Tout ce que je sais [sur le jeu] vient de Stella. ». Par la suite, il suit les cours de son homologue Lee Strasberg durant près d'une année,.

### Carrière
Il débute à l'écran en 1976 dans la comédie pornographique The Opening of Misty Beethoven (en) de Radley Metzger, dans laquelle il joue un passager d'un avion.
Par la suite, l'acteur tient des petits rôles dans Going in Style (1979) de Martin Brest, Pulsions (Dressed to Kill, 1980) de Brian De Palma ou encore dans Arthur (1981) de Steve Gordon.
En 1983, Mark Margolis tient le rôle de l'homme de main Alberto « The Shadow » dans Scarface de Brian De Palma.
De 1985 à 1989, il incarne de manière régulière un expert en surveillance prénommé Jimmy dans la série Equalizer diffusée sur CBS.
En 1994, il interprète le bailleur de Jim Carrey dans la comédie Ace Ventura, détective chiens et chats de Tom Shadyac.
De 1998 à 2001, il incarne Antonio Nappa, un chef mafieux  atteint du SIDA dans la série carcérale Oz diffusée sur HBO.
Également en 1998, il entame une collaboration avec Darren Aronofsky qui lui offre le rôle d'un professeur de mathématiques dans son premier long-métrage Pi. Par la suite, l'acteur tient le rôle de celui qui revend la télé d'Ellen Burstyn dans Requiem for a Dream en 2000, d'un prêtre dans The Fountain en 2006, du bailleur de Mickey Rourke dans The Wrestler en 2008, d'un patron de ballet dans Black Swan en 2010 et d'un ange déchu dans Noé en 2014.
En 2009, il obtient ce qui est probablement son rôle le plus célèbre. Introduit dans le deuxième épisode de la deuxième saison de la série Breaking Bad, l'acteur incarne Don Hector « Tio » Salamanca, un membre haut placé de la mafia mexicaine. Son personnage est paralysé et ne peut s'exprimer qu'au moyen de ses expressions faciales ainsi que par l'aide d'une cloche attachée à son fauteuil roulant. Pour le rôle, Mark Margolis s'est inspiré de sa belle-mère, comme il l'explique : « Elle a été dans une maison de retraite pendant de nombreuses années en Floride [...] après avoir subi un accident vasculaire cérébral [...]. Nous avions l'habitude de lui rendre visite et elle ne pouvait pas parler. Mais elle était exaltée quand nous entrions dans la pièce, et le côté gauche de sa bouche faisait toujours ces contorsions où les lèvres sortaient, presque comme si elle chiquait du tabac. Alors je lui ai en quelque sorte volé ça. Je dis toujours que le rôle est un hommage à Shirley[...] »,. L'acteur quitte la série en 2011 au terme de la quatrième saison. Pour son rôle, il obtient une nomination dans la catégorie meilleur acteur invité dans une série télévisée dramatique durant la 64e cérémonie des Primetime Emmy Awards. Mark Margolis reprend le personnage avant qu'il ne soit handicapé entre 2016 et 2022 dans les saisons deux à six de la série préquelle Better Call Saul.

### Vie privée
Il se marie en 1962 avec une dénommée Jacqueline qui reste sa compagne jusqu'à la mort de l'acteur en août 2023.

### Mort
Mark Margolis meurt le 3 août 2023 à l'hôpital Mont Sinaï de New York.

## Filmographie

### Au cinéma
- 1976 : The Opening of Misty Beethoven (en) (film pornographique) de Radley Metzger : le passager malheureux dans l'avion (non-crédité au générique)
- 1977 : Short Eyes de Robert M. Young : M. Morrison
- 1979 : Going in Style de Martin Brest : un gardien de prison
- 1980 : Pulsions (Dressed to Kill) de Brian De Palma : un patient de l'hôpital psychiatrique (non-crédité au générique)
- 1980 : Christmas Evil de Lewis Jackson : le deuxième homme à la cérémonie de Noël
- 1981 : Arthur de Steve Gordon : [Qui ?]
- 1982 : The Avenging de Lyman Dayton : Pedro Quintana
- 1983 : Un flic aux trousses (Eddie Macon's Run) de Jeff Kanew : le barman
- 1983 : Scarface de Brian De Palma : Alberto "The Shadow"
- 1984 : Cotton Club (The Cotton Club) de Francis Ford Coppola : Charlie Workman
- 1987 : Faux témoin (The Bedroom Window) de Curtis Hanson : l'homme dans la cabine téléphonique
- 1987 : Le Secret de mon succès (The Secret of My Succe$s) de Herbert Ross : le réparateur d'ascenseur
- 1987 : Confession criminelle (The Rosary Murders) de Fred Walton : le père Max
- 1989 : Crack (White Hot) de Robby Benson : "Tin Man", un des deux hommes de main
- 1989 : Glory d'Edward Zwick : un soldat du 10e Régiment d'Infanterie du Connecticut
- 1990 : Darkside, les contes de la nuit noire (Tales from the Darkside: The Movie) de John Harrison: Gage (segment "Le Chat de l'Enfer")
- 1990 : Delta Force 2 (Delta Force 2: The Colombian Connection) d'Aaron Norris : le général Olmedo
- 1991 : Le Puits et le pendule (The Pit and the Pendulum) de Stuart Gordon : Mendoza
- 1992 : 1492 : Christophe Colomb (1492: Conquest of Paradise) de Ridley Scott : Francisco de Bobadilla
- 1994 : Ace Ventura, détective chiens et chats (Ace Ventura: Pet Detective) de Tom Shadyac : Monsieur Shickadance
- 1994 : Le Prince des rivières (Where the Rivers Flow North) de Jay Craven : New York Money
- 1994 : Squanto: A Warrior's Tale de Xavier Koller : le capitaine Thomas Hunt
- 1996 : I Shot Andy Warhol de Mary Harron : Louis Solanas
- 1996 : Le Porteur de cercueil (The Pallbearer) de Matt Reeves : Philip DeMarco
- 1997 : Les Pleins Pouvoirs (Absolute Power) de Clint Eastwood : Red Brandsford
- 1997 : Trouble on the Corner d'Alan Madison : Monsieur Borofsky
- 1998 : Pi de Darren Aronofsky : Sol Robeson
- 1998 : Pants on Fire de Rocky Collins : Malcolm Preston
- 1998 : Side Streets de Tony Gerber : le tenancier du bar
- 1998 : Above Freezing de Frank Todaro : le chef des truands
- 1999 : 18 Shades of Dust
- 1999 : Thomas Crown (The Thomas Crown Affair) de John McTiernan : Heinrich Knutzhorn
- 1999 : Mickey les yeux bleus (Mickey Blue Eyes) de Kelly Makin : Gene Morganson
- 1999 : Jakob le menteur (Jakob the Liar) de Peter Kassovitz : Fajngold
- 1999 : La Fin des temps (End of Days) de Peter Hyams : le pape
- 1999 : Personne n'est parfait(e) (Flawless) de Joel Schumacher : Vinnie
- 2000 : Requiem for a Dream de Darren Aronofsky : Monsieur Rabinowitz
- 2000 : Fast Food, Fast Women (Fast Food Fast Women) d'Amos Kollek : Graham
- 2000 : Dîner entre ennemis (Dinner Rush) de Bob Giraldi : Fitzgerald
- 2001 : Hannibal de Ridley Scott : un des trois experts en parfum
- 2001 : Le Tailleur de Panama (The Tailor of Panama) de John Boorman : Rafi Domingo
- 2001 : Queenie in Love d'Amos Kollek : Spencer
- 2001 : Hardball (Hard Ball) de Brian Robbins : Fink
- 2002 : Bridget d'Amos Kollek : Slim
- 2002 : Infested de Josh Olson : le père Morning
- 2003 : Daredevil de Mark Steven Johnson : Fallon (non-crédité au générique)
- 2003 : Particles of Truth de Jennifer Elster : papy Black
- 2004 : 2BPerfectlyHonest de Randel Cole : Abrams
- 2004 : Le Prince de Greenwich Village (House of D) de David Duchovny : Monsieur Pappass
- 2005 : Headspace d'Andrew Van Den Houten : Boris Pavlovsky
- 2005 : Stay de Mark Forster : le propriétaire de la librairie
- 2006 : Umney's Last Case : Vernon Klein
- 2006 : The Fountain de Darren Aronofsky : le père Avila
- 2007 : Gone Baby Gone de Ben Affleck : Leon Trett
- 2008 : The Wrestler de Darren Aronofsky : Lenny
- 2008 : Haber de Daniel Ragussis (court-métrage) : Bremer
- 2008 : The Model Maker de James Buckley (court-métrage) : le modéliste
- 2009 : Les Insurgés (Defiance) d'Edward Zwick : le patriarche du ghetto
- 2010 : Black Swan de Darren Aronofsky : Monsieur Fithian
- 2011 : Les Immortels (The Immortals) de Tarsem Singh : le nouveau prêtre
- 2011 : One Fall de Marcus Dean Fowler : Walter Grigg Sr.
- 2012 : The Specialist (The Courier) de Hany Abu-Assad : Stitch
- 2013 : Les Derniers Affranchis (Stand Up Guys) de Fisher Stevens : Claphands
- 2013 : Beneath de Larry Fessenden : Monsieur Parks
- 2013 : Northern Borders de Jay Craven : "Whiskeyjack" Kittredge
- 2014 : Noé (Noah) de Darren Aronofsky : la voix de Magog
- 2015 : Nasty Baby de Sebastián Silva : Richard
- 2015 : The Abandoned d'Eytan Rockaway : Jim
- 2016 : Mariage à la grecque 2 (My Big Fat Greek Wedding 2) de Kirk Jones : Panos Portokalos
- 2017 : Valley of Bones de Dan Glaser : El Papá
- 2019 : Abe de Fernando Grosstein Andrade : Benjamin

### À la télévision
- 1976 : The Other Side of Victory de Bill Jersey (téléfilm)
- 1982 : Muggable Mary, Street Cop de Sandor Stern : le sergent Meyers (téléfilm)
- 1983 : La Fureur des anges (Rage of Angels) de Buzz Kulik : Ricky (téléfilm)
- 1985 : Méprise (Doubletake) de Jud Taylor : le concierge (téléfilm)
- 1985 à 1989 : Equalizer (The Equalizer) de Michael Sloan et Richard Lindheim: Jimmy (16 épisodes)
- 1987 : Almost Partners d'Alan Kingsberg : Kristopholous (téléfilm)
- 1988 : Dans les griffes de la mafia (Lady Mobster) de John Llewellyn Moxey : Peter Colicos (téléfilm)
- 1990 : Columbo de Richard Levinson et William Link : Costner (saison 9, épisode 2)
- 1990 : Enquête mortelle (Descending Angel)  : Bercovici (téléfilm)
- 1991 : Santa Barbara (Santa Barbara) : Helmut Dieter (13 épisodes)
- 1992 : New York, police judiciaire : George Lobrano (saison 3, épisode 8)
- 1994 : Haine et Passion (The Guiding Light) : Harry Jones
- 1997 : New York, police judiciaire : Bronson (saison 7, épisode 10)
- 1998 : Oz : Antonio Nappa (10 épisodes)
- 2000 : Erotic Tales (anthologie de courts-métrages) : Sidney (segment Angela d'Amos Kollek)
- 2001 : Boss of Bosses (en) : Piney Armone (téléfilm)
- 2001 : New York, police judiciaire : Frankie « Threads » Polito  (saison 12, épisode 3)
- 2002 : The Practice : Bobby Donnell et Associés : Ronald Di Ambrozio (saison 6, épisode 17)
- 2004 : Sex and the City : John-Paul Sandal (saison 6, épisode 17)
- 2004 : New York, section criminelle : Mario Damiano (saison 3, épisode 19)
- 2007 : Californication : Al Moody (saison 1, épisode 8)
- 2009-2011 : Breaking Bad : Hector « Tio » Salamanca (8 épisodes)
- 2011 : Blue Bloods : Whitey Brennan (saison 1, épisode 15)
- 2011 : The Good Wife : le père Jim (saison 3, épisode 8)
- 2011 : New York, unité spéciale (saison 13, épisode 9) : Rom-Baro
- 2011-2012 : Person of Interest : Gianni F. Moretti (saison 1, 3 épisodes)
- 2012 : Facing Kate : Ian Saunders (saison 2, 2 épisodes)
- 2012 : American Horror Story : Sam Goodman (saison 2, 3 épisodes)
- 2014 : Taxi Brooklyn : AJ (saison 1, épisode 12)
- 2015 : Gotham : Paul Cicero (saison 1, épisode 16)
- 2015 : Elementary : Vague de froid : Abraham Misraki (saison 3, épisode 17)
- 2015 : 12 Monkeys : M. Werner, père du Dr Katarina Jones (saison 1, épisodes 12)
- 2015 : The Affair : M. Solloway, père de Noah Solloway (saison 2, 3 épisodes)
- 2015 : Benders (en) : le grand-père de Paul (saison 1, épisode 1)
- 2015 : Constantine : Felix Faut (saison 1, épisode 10)
- 2016-2023 : Better Call Saul : Hector « Tio » Salamanca (22 épisodes)
- 2020 : Snowpiercer : Ivan (saison 1, épisode 1)
- 2020 : The Blacklist : Jakov Mitko   (saison 7, Episode 17)
- 2023 : Your Honor : Carmine Conti (saison 2, 5 épisodes)